# Erika Mustermann

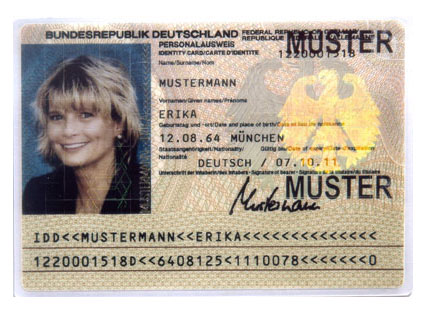
La carte d'identité (ancien modèle) d'Erika Mustermann.

Erika Mustermann est le nom inventé d'une personne fictive dont l'identité est utilisée pour illustrer des exemples de documents officiels en Allemagne.

## Emploi

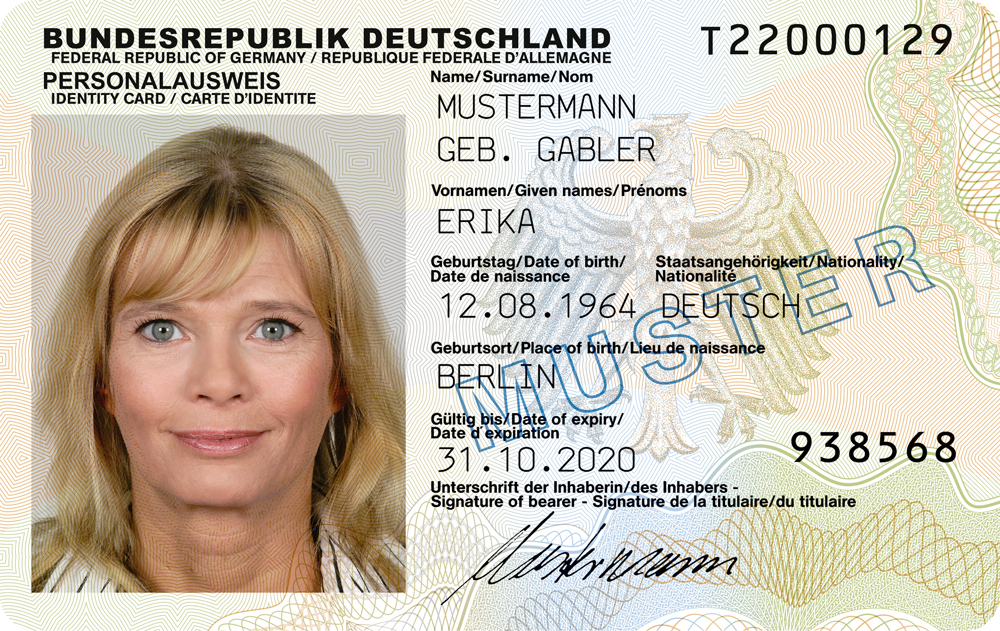
Carte d'identité (version de 2010).

Le nom Mustermann n'est pas courant en Allemagne, il signifie « homme-exemple » ou « homme-échantillon ».
On retrouve ce nom par exemple dans des spécimens de formulaires ou de documents bancaires. Erika Mustermann illustre aussi les exemples de permis de conduire et de cartes d'identité en Allemagne.
Les femmes qui prêtent leurs traits à Erika Mustermann sont des collaboratrices de la Bundesdruckerei (Imprimerie fédérale).

## Biographie fictive
La toute première Erika Mustermann est née à Munich en Bavière (la plus grande ville du plus grand Land allemand) le 12 septembre 1945. Elle succédait à Renate Mustermann. L'Erika Mustermann actuelle est née le 12 août 1964 à Berlin. Erika Mustermann est toujours blonde.

## Équivalent masculin

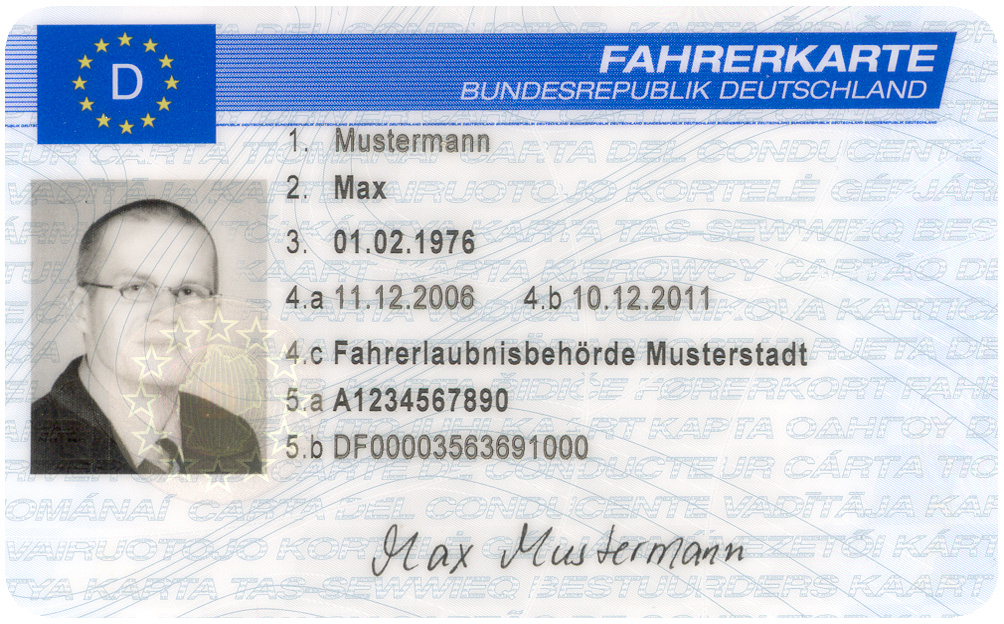
Le permis de tachygraphe de Max Mustermann.

Max Mustermann est le pendant masculin de Erika Mustermann.